# Nymphalis supinskia
Nymphalis supinskia är en fjärilsart som beskrevs av Keith A.J. Wise 1936. Nymphalis supinskia ingår i släktet Nymphalis och familjen praktfjärilar. Inga underarter finns listade i Catalogue of Life.